# 奥田庸介
奥田 庸介（おくだ ようすけ、1986年 - ）は、日本の映画監督、脚本家である。

## 経歴
2008年、早稲田大学川口芸術学校卒業。2010年、監督作品『青春墓場 明日と一緒に歩くのだ』が第32回ぴあフィルムフェスティバルにてPFFアワード入選を果たしたほか、第20回ゆうばり国際ファンタスティック映画祭にてオフシアター・コンペティション部門グランプリを受賞した。2011年、商業デビュー作品『東京プレイボーイクラブ』が第12回東京フィルメックスコンペティション部門で上映され、学生審査員賞を受賞した。2012年、同作で第41回ロッテルダム国際映画祭コンペティション部門タイガー・アウォードを受賞する。
2021年、第22回東京フィルメックスにて、「青春墓場」がコンペティション部門にノミネート。唯一の日本映画ノミネートとなった。

## フィルモグラフィー
- 青春墓場（2008年）
- 青春墓場 問答無用（2009年）
- 青春墓場 明日と一緒に歩くのだ（2010年）
- 東京プレイボーイクラブ（2012年）
- クズとブスとゲス（2015年）
- ろくでなし（2017年）[9]
- 青春墓場(2021年)